# Schavott

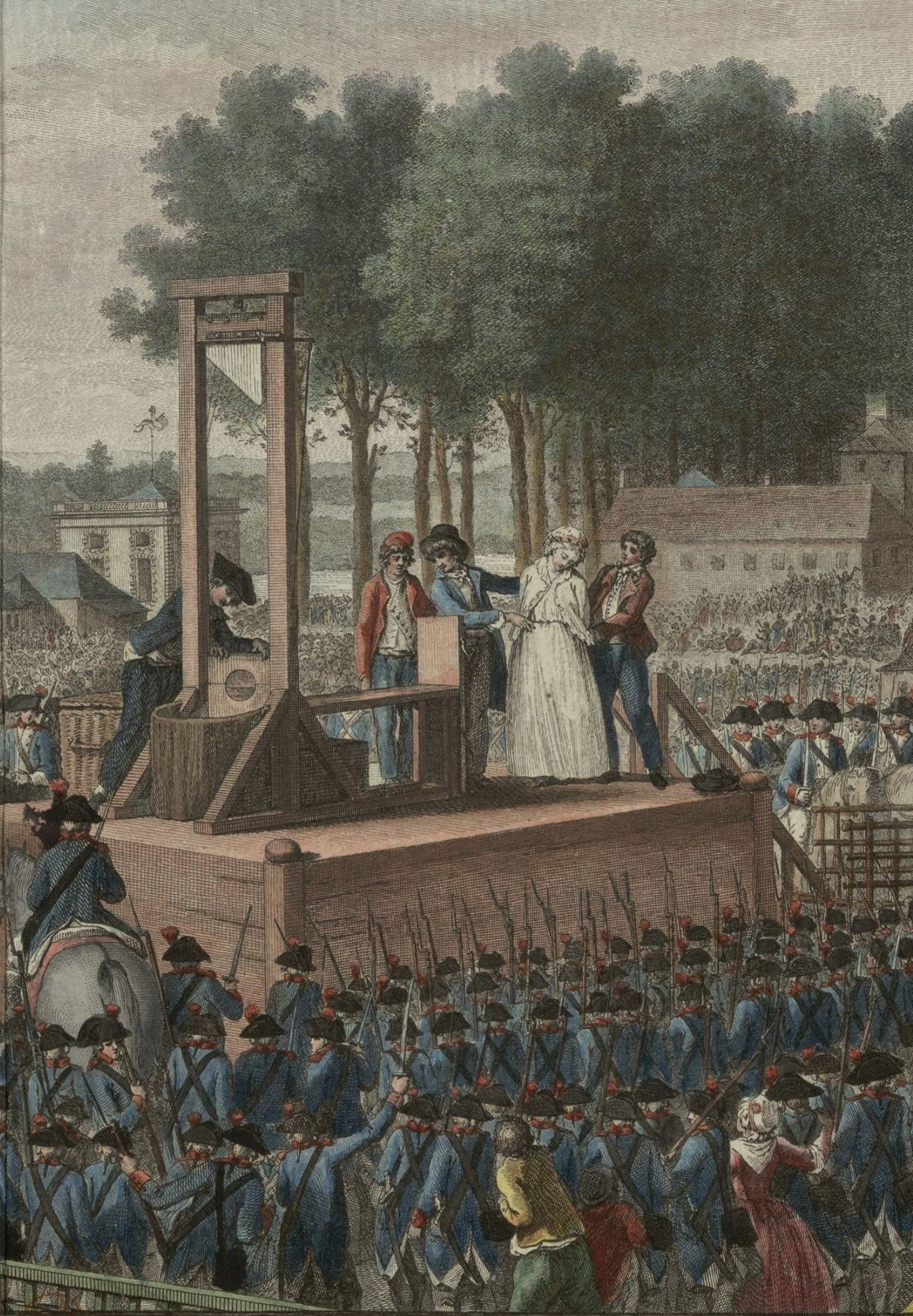
Marie-Antoinette på schavotten.

Schavott (franska échafaud) är en ofta upphöjd plattform på offentlig plats där avrättning av brottslingar verkställdes genom halshuggning. På schavotten kunde även en brottsling, fastkedjad eller bunden vid en påle, ställas ut till allmänt beskådande för att på så sätt bestraffas. Med begreppet schavottera menas att vara utställd till offentlig vanära.